# Major Holley
Major Quincy Jr Holley « Mule » né le 10 juillet 1924 à Detroit (Michigan), mort le 25 octobre 1990 à Maplewood (New Jersey) est un contrebassiste de jazz américain.

## Biographie
Après avoir travaillé le tuba et le violon, il débute à la contrebasse à la fin des années 1940 avec Wardell Gray et Dexter Gordon. Il joue avec Oscar Peterson dans le cadre du JATP en 1950. Il entre dans l'orchestre de Woody Herman en 1958 puis joue tour à tour avec Kenny Burrell, Coleman Hawkins, Al Cohn, Zoot Sims, Shirley Scott et Stanley Turrentine au début des années 1960. Il fait un bref passage dans l'orchestre de Duke Ellington en 1964 avant d'enseigner la musique au Berklee College of Music de 1964 à 1967.
Il accompagne James Moody, Roy Eldridge, Milt Jackson, Jaki Byard, Helen Humes puis il joue dans les années 1970 avec le New York Jazz Repertory Company au sein duquel il se produit au festival de jazz de Nice en 1976.
Comme son modèle Slam Stewart, il double vocalement son jeu instrumental : mais là où Slam Stewart chante une octave plus haut que son instrument, Major Holley chante à la même hauteur que la contrebasse.

## Discographie sélective
- You 'n Me, (avec Al Cohn et Zoot Sims, 1960)
- Caravan (avec Jo Jones, 1974)
- Block Chords Parade (avec Milt Buckner, 1974)
- Wig Is Here (avec Gerry Wiggins, 1974)
- The Texas Twister (avec Buddy Tate, 1975)
- A Beautiful Friendship (avec Gerry Wiggins, 1977)

## Source
- André Clergeat, Philippe Carles, Jean-Louis Comolli Dictionnaire du jazz Bouquins/Laffont 1990 p.476  (ISBN 2-221-04516-5)